# ماهیچه‌های میان‌خاری
ماهیچه‌های میان‌خاری (انگلیسی: Interspinales muscles) یا ماهیچه‌های میان‌مهره‌ای نامی است که به نوارهای کوتاه الیاف ماهیچه‌ای کشیده شده در هر طرف میان زوائد خاری (زوائد شوکی) مهره‌های کنار هم داده‌اند.
کار آن‌ها باز کردن ستون مهره‌ای است. عصب‌گیری‌شان از عصب نخاعی می‌باشد.